# Landschaftsschutzgebiet Rüterholz
Das Landschaftsschutzgebiet Rüterholz mit etwa 14,2 Hektar Flächengröße liegt im Stadtgebiet Bad Salzuflen. Es wurde 2004 mit dem Landschaftsplan „Bad Salzuflen“ durch den Kreistag des Kreises Lippe als Landschaftsschutzgebiet (LSG) ausgewiesen.

## Beschreibung
Das LSG liegt nordöstlich von Retzen. Das LSG umfasst einen 1,2 km langen nördlichen Teil eines Kerbtales am Südwesthang des Rehberges, wobei der Bach im Oberlauf nur zeitweise Wasser führt. 
Der nördlichste Bereich wird von Wald eingenommen. An der nördlichen Grenze befinden sich zwei extensiv genutzte Teiche. Die Teiche sind teils stark eutrophiert. An den Teichen stehen Rohrkolben und in der Nähe befinden sich Weidengebüsche. Der nächste Bereich des Kerbtales wird überwiegend als Fettweide, mit zum Teil sehr feuchten bis nassen Bereichen, genutzt. Die südlichste Hälfte geht allmählich in ein flacher werdendes, überwiegend bewaldetes Sohlental mit Eichen-Hainbuchenwald übergeht. Am Bachufer des hier ständig Wasser führenden Baches steht ein schmaler Saum des Bach-Erlen-Eschenwaldes.

## Schutzzwecke für das LSG
Laut Landschaftsplan erfolgte die Ausweisung des LSG:
- „zur Erhaltung und Wiederherstellung der Leistungsfähigkeit des Naturhaushaltes in ökologisch besonders wertvoll strukturierten Bereichen mit Wasser-, Klima- und Biotopschutzfunktionen,“
- „zur Erhaltung und Wiederherstellung von Quellbereichen und naturnahen Fließgewässern, Wald- und Grünlandbereichen unterschiedlicher Feuchtestufen, Feldgehölzen, Hecken und Obstwiesen,“
- „zur Erhaltung morphologisch ausgeprägter Bereiche zur Sicherung der landschaftlichen Eigenart und Vielfalt für die Erholung,“
- „zur Erhaltung wertvoller Biotopkomplexe aus Wald-Grünlandbereichen, Fließgewässern und Quellen sowie Biotopen nach § 62 LG mit wichtigen Refugial-, Puffer-, Trittstein- und Vernetzungsfunktionen,“
- „zur Erhaltung und Wiederherstellung wichtiger Rückzugsräume für die bedrohte Tier- und Pflanzenwelt,“
- „zur Sicherung der das Orts- und Landschaftsbild gliedernden und belebenden und die dörflichen Siedlungsstrukturen prägenden Freiraumelemente.“[1]

## Rechtliche Vorschriften
Im Landschaftsschutzgebiet ist unter anderem das Errichten bzw. Anlegen von Bauten und Fischteichen verboten. Grün- und Brachland darf nicht in eine andere Nutzungsart umgewandelt oder umgebrochen werden. Es ist ferner verboten Hunde frei laufen zu lassen. Vom Verbot ist Hundeeinsatz bei der ordnungsgemäßen Jagd, auf Hof- und Gartenbereichen und der Einsatz von Hütehunden ausgenommen.